# 1002
1002是1001与1003之间的自然数，十进制表示的第三個四位數，中文书写“一千〇二”。

## 在數學中
- 合數，正因數有1、2、3、6、167、334、501和1002。
質因數分解為{\displaystyle 2\times 3\times 167}。
- 過剩數，真因數和為1014，盈度為12。
  - 半完全數，和為本身的其中一組因數為167、 334、 501。
- 不尋常數，大於平方根的質因數為167。
- 第66個佩服數，相減後為本身的因數為6。前一個為992、下一個為1036。
- 無平方數因數的數。
- 楔形數。
- 十进制的哈沙德數。
- 十进制的奢侈數。
- 第90個不可及數。前一個為996、下一個為1028。
- M(1002)=0，函數M為Mertens函數。
- 第137個楔形數。
- 十進位中的哈沙德數。
- 分割函數p(22)的值，用整數的和來表示22，共有1002種表示法。

## 在其他領域中
- 西元1002年或前1002年
- 格利泽1002
- NGC 1002
- 小行星1002
- 北海道道1002号光地园尾田线